# RAF S.E.5
S.E.5
S.E.5a
- 用途：戦闘機
- 設計者：ヘンリー・フォーランド、J・ケンワージー、F・W・グッデン少佐

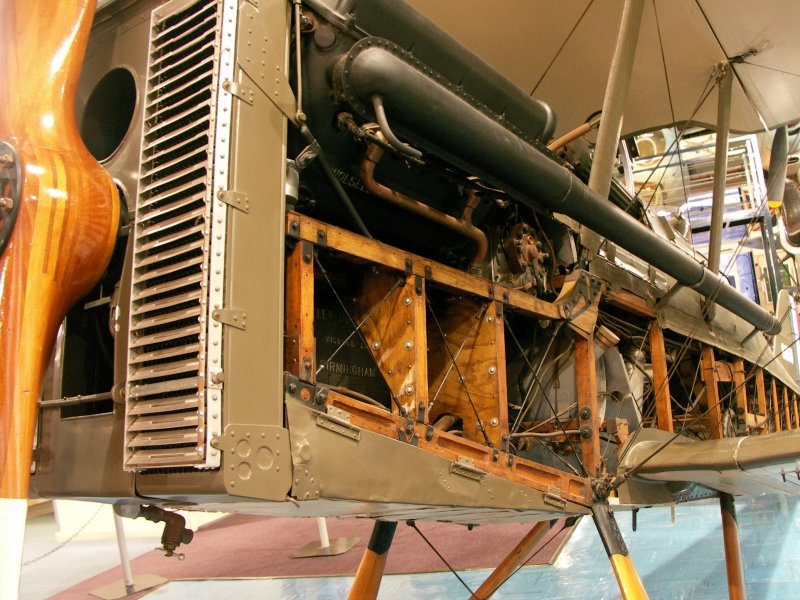
木製の枠組み構造を示す。

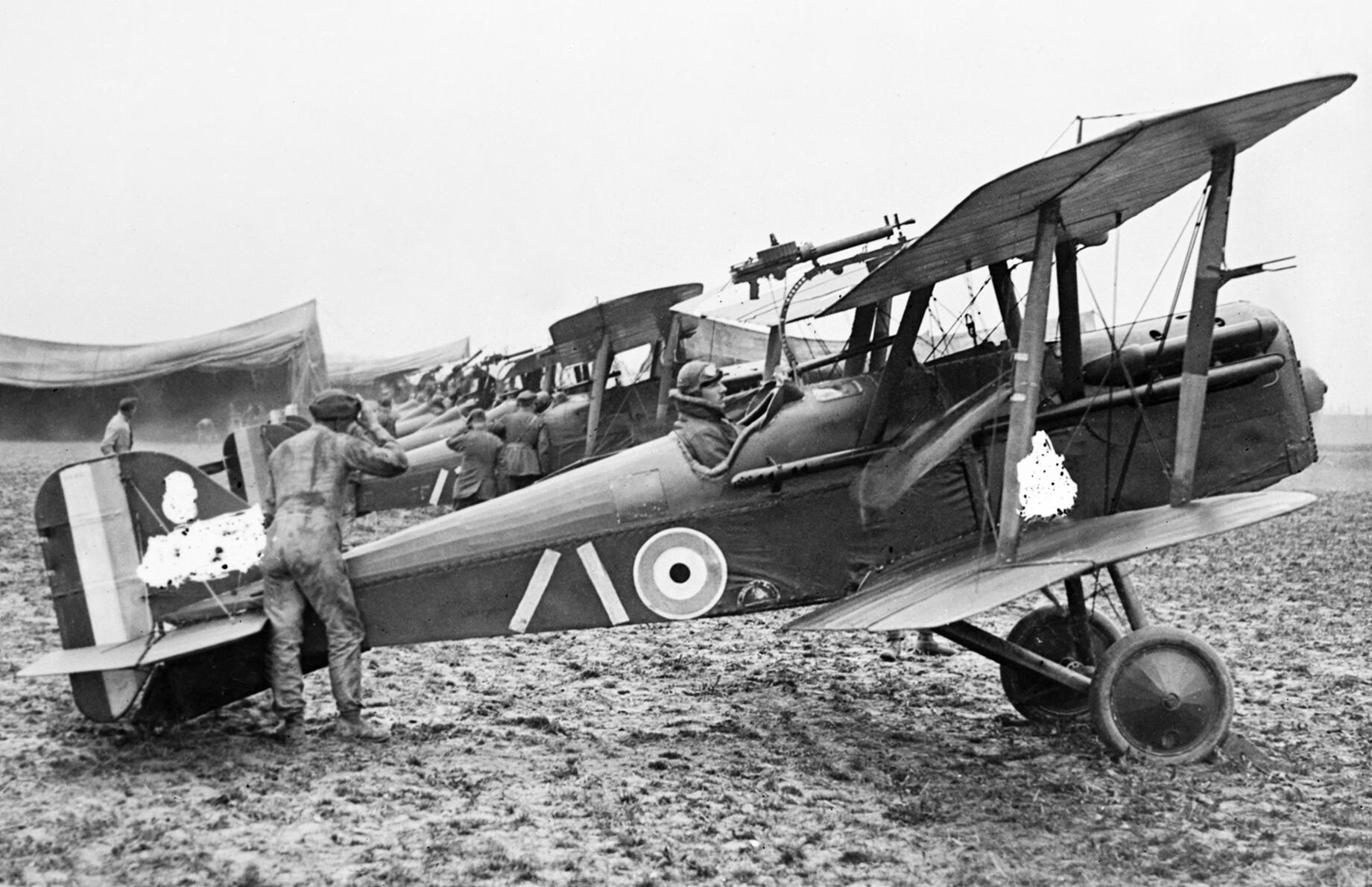
S.E.5a飛行隊。戦時検閲によりシリアルは消されているがより目立つ飛行隊マークは残されており、第32飛行隊であることがわかる。

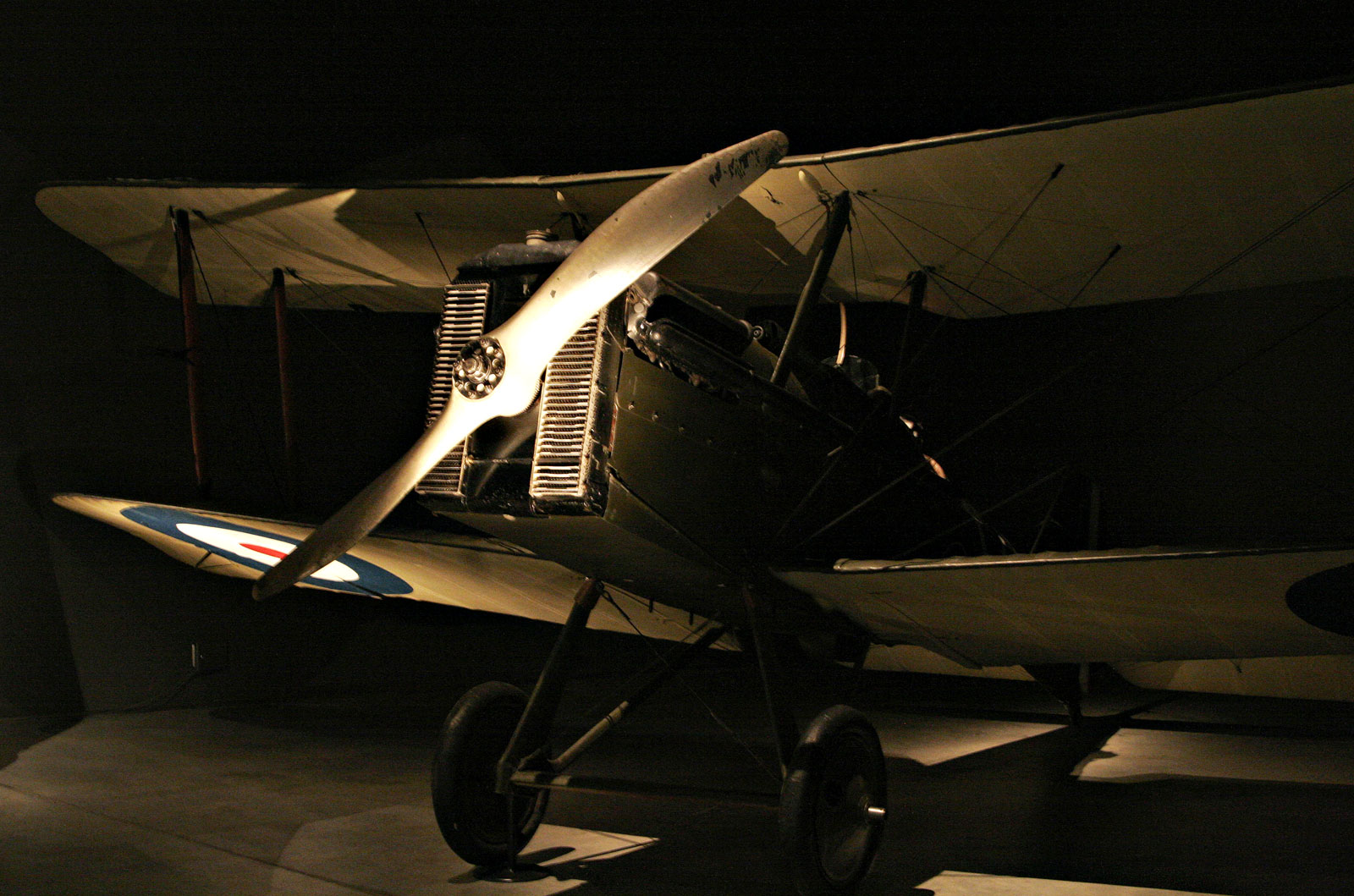
オーストラリア戦争記念博物館のS.E.5a

- 製造者：ロイヤル・エアクラフト・ファクトリー（王立航空工廠）
- 運用者**  イギリス（イギリス陸軍航空隊、イギリス空軍）
  -  アメリカ合衆国（アメリカ陸軍航空隊）
  -  カナダ（カナダ空軍）他
- 初飛行：1916年11月22日
- 生産数：5,205機[1]
- 運用開始：1917年3月

ロイヤル・エアクラフト・ファクトリー S.E.5（The Royal Aircraft Factory S.E.5）は、第一次世界大戦におけるイギリスの複葉戦闘機。ソッピース キャメルよりも先に西部戦線に到着し、しかも性能もすべてにわたって上回っていたが、イスパノ・スイザエンジンの慢性的な不足という問題に1918年になるまで悩まされ、結局、装備した飛行隊の数はソッピース戦闘機のそれを下回ることとなった。S.E.5はキャメルとともに1917年夏の制空権の回復を連合軍にもたらし、戦争の残りの期間これを維持する力となった。イギリス陸軍航空隊がドイツ空軍よりはるかに大きな損害を被った1917年の「血の4月」の再現がなされることはついに無かった。

## 設計と開発
S.E.5（索敵機（スカウト、「S」cout）の試作（「E」xperimental）の5番目であることを示す）は、ハンプシャー州ファーンボロにあったロイヤル・エアクラフト・ファクトリー（王立航空工廠）の、ヘンリー・P・フォーランド、J・ケンワージー、およびF・W・グッデン少佐によって設計された。本機は新型の150馬力イスパノ・スイザ8Aa V8エンジンを想定して作られたが、そのエンジンは優れた性能を持っていたものの、初期には未成熟で信頼性に欠けていた。3機の試作機の1機目は1916年11月22日に初飛行したが、1機目と2機目は事故で失われ、設計者の一人であるF・W・グッデン少佐もその事故（1917年1月28日）で死亡した。原因は翼の設計に弱点があったためで、それは3機目の試作機の生産前に補強された。この設計変更は極めて有効であり、部隊に配備された後のS.E.5は、高速度で急降下することができる、特に強靭な航空機として知られることになった。
大戦中のロイヤル・エアクラフト・ファクトリー製の他の主な航空機（B.E.2、F.E.2、R.E.8等）と同じく、S.E.5は銃砲のプラットフォームとして生まれつきの安定さを持っていたが、それだけでなく機動性も極めて高かった。S.E.5は大戦中最高速の飛行機のひとつであり、その222 km/hの速力はSPAD S.XIIIに勝るとも劣らず、同時期のドイツが配備していた航空機のどれよりも速かった。ソッピース キャメルほどには小回りが利かなかったので格闘戦は不得意だったが、飛行は（特に初心者パイロットにとっては）より容易かつ安全であった。
S.E.5はキャメルが2挺備えている同調式7.7 mmヴィッカース機銃を1挺しか持っていなかったが、フォスター銃架によって上翼にルイス機銃1挺を搭載しており、パイロットはこれを前方だけでなく上方の敵機にむけて発砲することもできた。ヴィッカース機銃の同調装置の信頼性が最初のうちは低かったため、初期のS.E.5飛行隊パイロットにとって、これは大変有り難いことだった。ヴィッカース機銃は胴体の左側に取り付けられ、その尾部はコックピットの中にあった。コックピットの位置は胴体の中央部にあったため、長い前部胴体の先の見通しは悪かったが、それ以外の視界は良好だった。キャメルと比較しておそらく最も大きな利点は、高空性能が優れていたことである。そのため、フォッカー D.VIIが前線に登場したときにも、他の大部分の連合国戦闘機と異なり、圧倒されることはなかった。

### S.E.5a
原型のS.E.5は77機が生産されただけで、改良型のS.E.5aに移行した。S.E.5aのS.E.5後期型との相違は装備したエンジンのタイプだけである。エンジンは従来の150馬力のものから変速ギア付き200馬力イスパノ・スイザ8bとなり、しばしば大きな時計回りの4枚ブレードプロペラを使用した。S.E.5は6つのメーカーで合計5,265機生産されたが、その内訳は、オースティン・モーターズ1,650機、エア・ナビゲーション・アンド・エンジニアリング社560機、カーティス社1機、マーティンサイド258機、ロイヤル・エアクラフト・ファクトリー200機、ヴィッカース2,164機、ウォルズリー・モーター社431機であった。このうち数機が複座練習機に改造された。カーティス社がアメリカで1,000機を生産する計画もあったが、大戦終結のためにわずか1機にとどまった。当初、フランス製イスパノ・スイザエンジンの供給が非常に限られており、機体の生産に追いつかなかったため、新型戦闘機を受領することになっていた飛行隊は、1918年前半までエアコー D.H.5やニューポール 24を使い続けなければならなかった。
200馬力（149kW）のウォルズリー・ヴァイパー（ウォルズリー・モーター社によってライセンス生産されたイスパノ・スイザの高圧縮比型）の採用によってS.E.5aのエンジン問題は解決され、以後、このエンジンが標準装備となった。
オースティン社製S.E.5aのうちおよそ38機は、大戦終結の直前、アメリカ海外派遣軍の第25飛行隊の装備機となった。そのほとんどの武装は胴体搭載のヴィッカース機銃のみであった。

### S.E.5b
S.E.5bは、S.E.5の頭部を流線型に整形し、上下の翼幅と翼弦を異なるものとしたタイプである。1機のみがS.E.5aから改造され、1918年4月の初めに初飛行した。S.E.5bはスピナー付きプロペラと格納可能な吊り下げ式ラジエーターを持っていた。主翼は一葉半形式に近かったが、下翼にも2本の支柱があり、本当の「セスキプラン」ではなかった。性能はS.E.5aといくらも変わらず、大きな上翼によって増加した抗力が流線形化した鼻部によって得られた利点を相殺したものと考えられた。S.E.5bは生産が考慮されたことはなく、おそらく研究用としか考えられていなかったと思われる。1919年1月に標準のS.E.5aの翼に付け替えてテストされ、その後、その姿のままで1920年代初期まで存在した。

## 運用歴

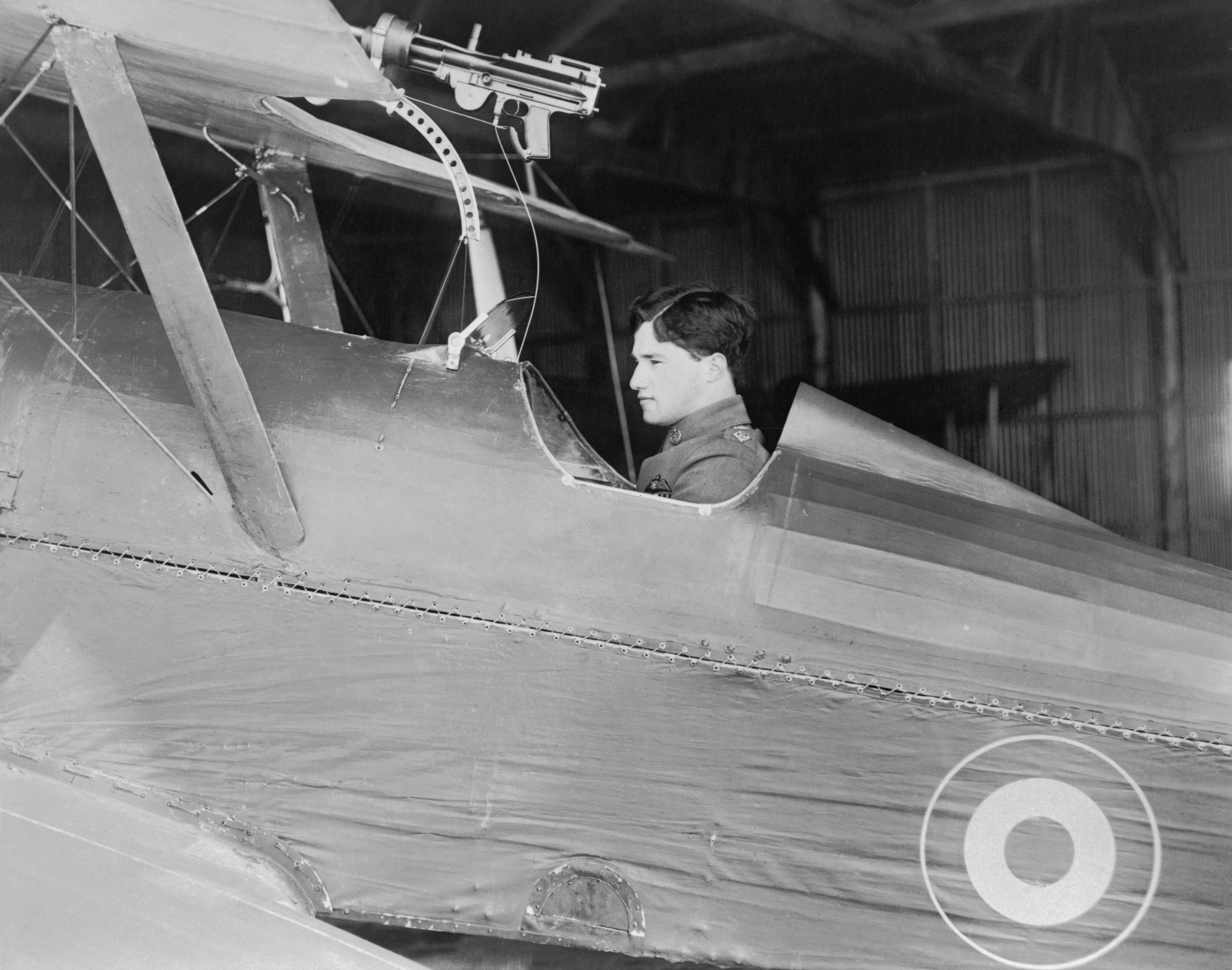
自身のS.E.5のコックピットに納まったアルバート・ボール

S.E.5は1917年3月にまず第56飛行隊に配備されたが、種々の問題から西部戦線への展開は翌月になった。その理由のひとつは非常に大きな「温室型」風防がパイロットに嫌われたためで、これは従来型の小さな長方形のものに交換された。飛行隊は4月22日に最初のS.E.5によるパトロール飛行を実施した。パイロットたちは、当初S.E.5に失望した者もいたが、すぐにその強靭さとすばらしい飛行特性を評価するようになった。しかし全般にパワー不足であったため、6月にはより強力なS.E.5aとの交替が始まった。この時点でも、本機を使用しているのはまだ第56飛行隊のみであり、結局同隊は初期型の150馬力のS.E.5を使用した唯一の部隊ということになった。他のすべてのS.E.5飛行隊は、初めから200馬力のS.E.5aを使用した。
S.E.5a飛行隊の新編は、1918年にまで続いた本機の供給不足のために、当初は非常に遅いペースであったが、大戦の終りまでには、イギリス帝国諸国で21個、アメリカ合衆国で2個の飛行隊が装備していた。連合国側のトップエース・パイロットの多く、ビリー・ビショップ、セシル・ルイス、エドワード・マノック、ジェームズ・マッカデンらは本機を使用した。イギリスの伝説的エースであるアルバート・ボールは初めはS.E.5を馬鹿にしていたが、結局はそのスコア44機のうち17機を本機によりマークした。マッカデンはS.E.5について「このマシンに乗っていると大変気分がいい。ドイツ野郎（the Huns）より速いし、やばくなったときには逃げ出せるからだ。」と書いている。
S.E.5a装備で新編された第84飛行隊の指揮官ショルト・ダグラスは、本機の特質を次のように列挙している。
- 良好な全周視界による快適性
- 性能や操縦性の高度安定
- 急降下の際の着実かつ速やかな加速性
- 素晴らしい上昇力
- 攻撃、防御いずれにも有用
- 設計と構造の強靭さ
- エンジンの信頼性

## 派生型
- S.E.5 - 最初の生産型。150馬力イスパノ・スイザ8Aaピストンエンジン装備の単座複葉戦闘機。
- S.E.5a - 200馬力イスパノ・スイザ8b V8または200馬力ウォルズリー・ヴァイパーピストンエンジン装備の改良型。
- S.E.5b - 一葉半型の主翼と流線型の頭部、引き込み式のラジエーターを装備した試作型。
- エバーハート S.E.5e - アメリカのエバーハート社でS.E.5aを50機改造したもの。180馬力ライト・イスパノエンジン装備。

## 運用者
- イギリス - イギリス陸軍航空隊 / イギリス空軍
  - 第1 / 17 / 24 / 29 / 30 / 32 / 40 / 41 / 47 / 50 / 56 / 60 / 61 / 64 / 68 / 72 / 74 / 78 / 81 / 84 / 85 / 87 / 92 / 93 / 94 / 111 / 143 / 145 / 150 / 229 飛行隊
- アメリカ合衆国 - アメリカ陸軍航空隊
- オーストラリア - オーストラリア陸軍航空隊 / オーストラリア空軍
  - 第1 / 2（フランス） / 3 / 5（イギリス、訓練） / 6（訓練、1機のみ）飛行隊、第1飛行訓練学校
- カナダ - カナダ空軍
- 南アフリカ連邦 - 南アフリカ空軍
- ポーランド - ポーランド空軍
  - 第7飛行小隊（1機のS.E.5を1920年のポーランド・ソビエト戦争で使用[4]。）

## 残存機
飛行可能なオリジナルのS.E.5aは、イングランド、オールド・ウォーデンのシャトルワース・コレクションで見ることができる。この機体のシリアルは「F904」で第84飛行隊に所属していた。1923年9月から1932年2月にかけては「G-EBIA」として飛行した。リストア後シャトルワース・コレクションに加えられて「G-EBIA」として再登録された。当初は「D7000」の塗装がされていたが、その後「F904」に戻った。
展示されているオリジナルの機体は他に4機存在する。ロンドンのサイエンス・ミュージアム、同じくロンドンのイギリス空軍博物館、南アフリカ、ヨハネスバーグの南アフリカ国立軍事歴史博物館、そしてオーストラリア、キャンベラのオーストラリア戦争博物館である。
3機の非常に忠実な複製がニュージーランドのヴィンテージ・エヴィエイター社で製作され（Se.5a-1という型式が与えられている）、マスタートンのフッド飛行場で飛んでいる。またイギリスでも1980年代にジョン・テトリーと「ビル」・スニーズビーによって別のSE5a複製プロジェクトが開始された。オリジナルの設計に基づいて作られた機体はフランスのラ・フェルト・アレーに所在する「メモリアル・フライト」に移管され、飛行可能な状態に完成された。エンジン、燃料タンクや若干の器材などの一部の部品はオリジナルであり、機体は1918年4月時点の第56飛行隊H・J・「ハンク」・バーデン大尉機の塗装が施されている。

## 性能諸元（S.E.5a）

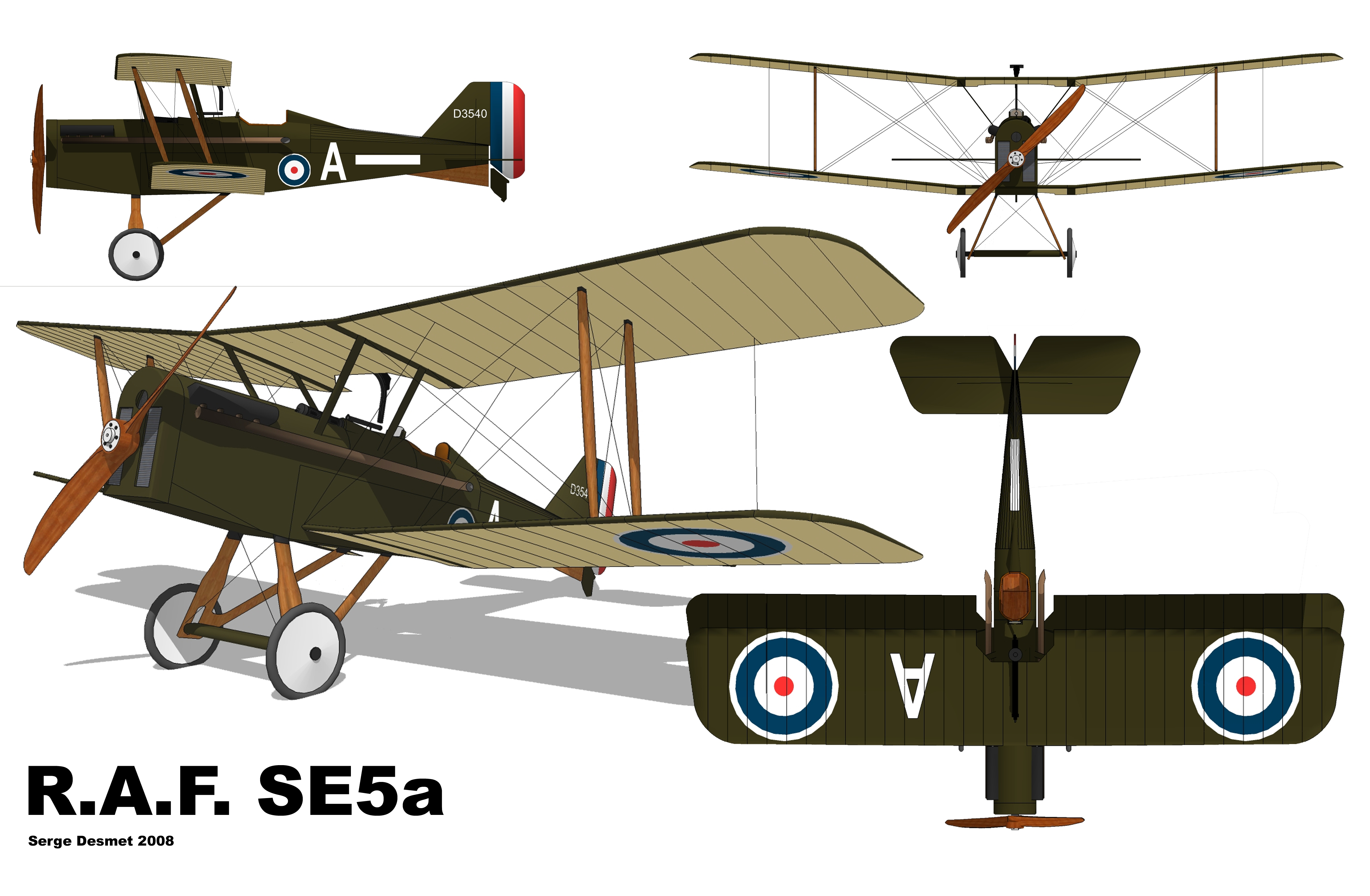
SE5a

### 同等機
- SPAD S.XIII
- アルバトロス D.V
- フォッカー D.VII
- ソッピース キャメル

### 著名なS.E.5パイロット
- アルバート・ボール、VC、DSO（2バー）、MC
- ミック・マンコック、VC、DSO（2バー）、MC（バー）
- ジェームズ・マッカデン、VC、DSO（バー）、MC（バー）、MM
- アンドリュー・ボーシャン＝プロクター、VC、DSO、MC（バー）、DFC
- セシル・ルイス、MC

## 参照
脚注
1. ↑  "RAF SE 5 - SE 5A." Austin Memories. Retrieved: 26 July 2009.
2. 1 2  古田 2022, p. 47.
3. ↑   Bruce 1953, p. 87.
4. ↑  Kopański 2001, pp. 51–53.

書籍
- Bruce, J.M. "The S.E.5: Historic Military Aircraft No. 5". 「フライト」誌,17 July 1953. pp. 85—89, 93.
- Bruce, J.M. "The S.E.5A". Aircraft in Profile, Volume 1/Part1. Windsor, Berkshire, UK: Profile Publications Ltd., 1965 (Revised 4th edition 1975). ISBN 0-85383-410-5.
- Franks, Norman L.R. SE 5/5a Aces of World War 1. Botley, Oxford, UK: Osprey Publications, 2007. ISBN 1-846031-80-X.
- Kopański, Tomasz Jan. Samoloty brytyjskie w lotnictwie polskim 1918-1930 (British Aircraft in the Polish Air Force 1918-1930)(in Polish). Warsaw: Bellona, 2001. ISBN 83-11-09315-6.
- Sturtivant, Ray ISO and Gordon Page. The SE5 File. Tunbridge Wells, Kent, UK: Air-Britain (Historians) Ltd., 1996. ISBN 0-85130-246-7.
- 古田和輝『世界の戦闘機図鑑 1915-1945』株式会社ダイアプレス、2022年4月1日。